# عبدالله الشمالی
عبدالله الشمالی (انگلیسی: Abdullah Al Shemali؛ زادهٔ ۱۸ ژانویهٔ ۱۹۸۸) بازیکن فوتبال اهل کویت است.
از باشگاه‌هایی که در آن بازی کرده‌است می‌توان به باشگاه ورزشی العربی کویت اشاره کرد.
وی همچنین در تیم‌های ملی فوتبال کویت بازی کرده‌است.